# Nieuwpoort Channel Race
La Nieuwpoort Channel Race (NCR), est une course au large partant de Nieuwpoort en Belgique. Elle propose deux parcours qui font le tour des difficultés en mer du Nord et en Manche.  
Elle s'adresse à tous les voiliers de jauge IRC, Class 40, Classe 9,50, half-ton et Mini 6.50.

## Édition 2007
La première édition de la Nieuwpoort Channel Race en mer du Nord et en Manche s'est tenue du 14 au 21 juillet 2007.  Elle a réuni 9 participants pour la course offshore.  À terre, était organisée simultanément une compétition de Mini-JI pour les valides et chaisards.
Le vainqueur de l'édition 2007 est Sail for les Lucioles (alias Lucky Duck) skippé par Vincent Wilmart.  Sur les 9 bateaux au départ, seuls 4 ont été classés.

## Édition 2008
La seconde édition de la Nieuwpoort Channel Race a eu lieu le 6 juillet 2008. Elle propose deux parcours en mer du Nord et en Manche.
Cette régate à la voile se court sous le principe du temps compensé et du système de handicap IRC. 
La course a été diffusée sur des écrans géants installés près des pontons du Koninkelijke Yacht Club van Nieuwpoort (KYCN). 
La Nieupoort Handisail Race (NHR), destinée aux personnes à mobilité réduite, s'est déroulée simultanément, comme lors de l'édition 2007. La compétition est répartie sur 5 jours en Mini-JI et a lieu dans le bassin KYCN.
L'organisation a signé la charte de l'éco-marin de l'association Echo-Mer destinée à protéger le milieu marin.

## Édition 2011
La cinquième édition de la Nieuwpoort Channel Race a pris son départ le dimanche 10 juillet 2011. 
Cette année, la régate commence à s'internationaliser avec plusieurs voiliers français et belges sur la ligne.
La course est très serrée, et plus particulièrement entre les trois JOD 35 qui y participent.
C'est finalement le voilier Flicka III, skippé par Nicolas Gérard, qui prend la tête du trio et la troisième place au général.
Les 4 "Daltons" d'Ajena montent sur la première marche et Silhoa la seconde.